# 矢金層
矢金層（やがねそう）は、岡山県岡山市北部で岡山空港の東部と西部に狭く分布する、吉備高原に存在する古第三紀漸新世の地層。主要な岩相は礫岩、炭質泥岩、泥質砂岩である。陸成層であり、岡山市の杉谷～矢金にかけての山地を模式地とする。

## 岩相
下位から順に、礫岩、炭質泥岩と泥質砂岩、礫岩で構成される。礫岩を構成する礫種は流紋岩、泥岩のホルンフェルス、花崗岩、安山岩などが見られる。岡山空港西部では石英脈の礫が約5～7%を占めるが、これは下位の吉備層群津高層の比率を上回っており、津高層由来の礫の再堆積と見られている。岡山空港東部の下部の礫は大多数を流紋岩礫が占め、安山岩や花崗岩が伴う程度となる。礫岩の基質や砂岩はアルコース質砂からなる。砂岩は炭質泥岩層や凝灰岩層を伴っており、凝灰岩中の現地性ジルコンを対象としたフィッショントラック年代測定では24.6±1.1 Maと25.6±0.9 Maの年代が得られている。

## 層序
最大層厚35メートル。下位の吉備層群津高層や白亜紀花崗岩類を不整合で被覆し、また日応寺層により被覆される。かつて矢金層やその下位の吉備層群は「日応寺第三系」と呼ばれる地層の下部層として扱われていたが、鈴木ほか (2009)により富吉層・津高層・矢金層にそれぞれ再分類された。吉備高原面地形に束縛された分布様式は、高原面地形に関係無く堆積した始新世～漸新世の吉備層群よりも、むしろ中新世の日応寺層と共通する。